# گوهرمرغ گلوآلویی
گوهرمرغ گلوآلویی (نام علمی: Cotinga maynana) نام یک گونه از تیره گوهرمرغان است.